# ويكس.كوم
ويكس.كوم (بالإنجليزية: wix.com)‏ هي شركة برمجيات إسرائيلية توفر خدمات الحوسبة السحابية، تسمح للمستخدمين بإنشاء مواقع إتش تي إم إل 5 ومواقع للهواتف عبر خاصية السحب والإفلات. يقع مقر الشركة الرئيسي في إسرائيل بالإضافة لامتلاكها مكاتب في البرازيل، كندا، ألمانيا، الهند، أيرلندا، ليتوانيا، والولايات المتحدة وأوكرانيا.